# Zygmund Korybut
Zygmund Korybut (Novhorod-Sivers'kyj, 1395 circa – Ukmergė, 1435) è stato un teologo e nobile lituano.
Nipote del granduca di Lituania Algirdas, combatté contro i cavalieri teutonici ma, convertitosi alla dottrina di Jan Hus, divenne poi teologo.
Assieme a suo figlio Mikhaylo, partecipò alla guerra civile lituana del 1432-1438 sostenendo attivamente il cugino e granduca deposto Švitrigaila. Fu per questo assegnatogli il ruolo di comandante, ma, assieme a suo figlio Myhkailo, perse la vita in occasione della decisiva battaglia di Pabaiskas del 1º settembre 1435 combattutasi presso Ukmergė, al termine della quale ogni possibilità di vittoria nel conflitto civile per Švitrigaila svanì.